# Грогова, Каролина
Каролина Грогова (чеш. Karolína Grohová, род. 21 ноября 1990 года) — чешская лыжница, участница Олимпийских игр в Сочи. Более успешно выступает в спринтерских гонках.
В Кубке мира Грогова дебютировала 15 января 2011 года, тогда первый раз попала в тридцатку лучших на этапе Кубка мира, в спринте. Всего на сегодняшний момент имеет 6 попаданий в тридцатку лучших на этапах Кубка мира, 5 в командных гонках и 1 в личных. Лучшим достижением Гроговой в общем итоговом зачёте Кубка мира является 123-е место в сезоне 2010-11.
На Олимпийских играх 2014 года в Сочи, стартовала в двух гонках: спринт — 38-е место и эстафета — 10-е место.
За свою карьеру участвовала в одном чемпионате мира, на чемпионате мира 2013 года её лучшим достижением в личных гонках стало 34-е место в спринте.
Использует лыжи и ботинки производства фирмы Fischer.